# Rastrelli Cello Quartett

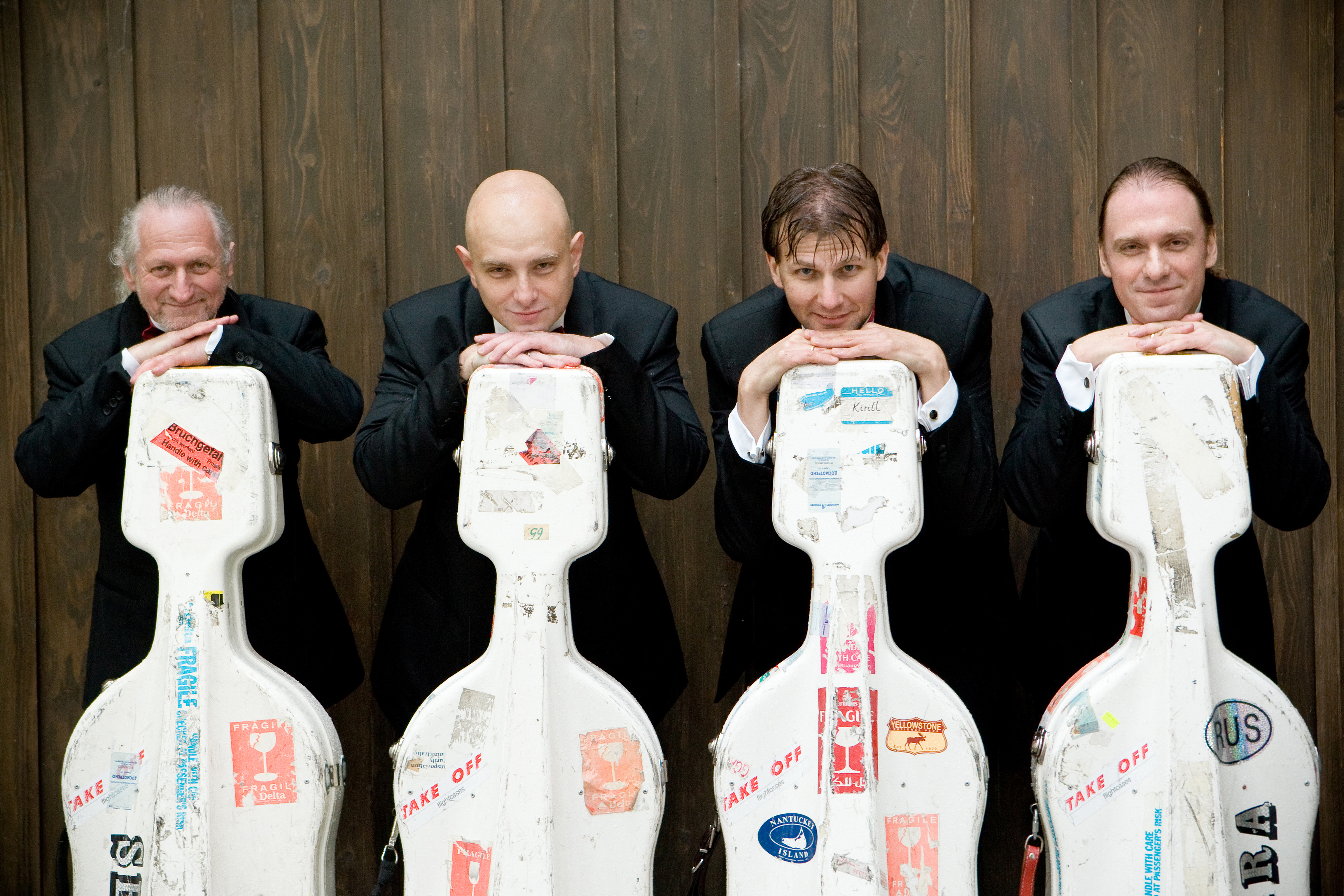
Rastrelli Cello Quartett, bestehend aus den Musikern (von links nach rechts) Sergio Drabkin, Mischa Degtjareff, Kirill Timofeev und Kira Kraftzoff.

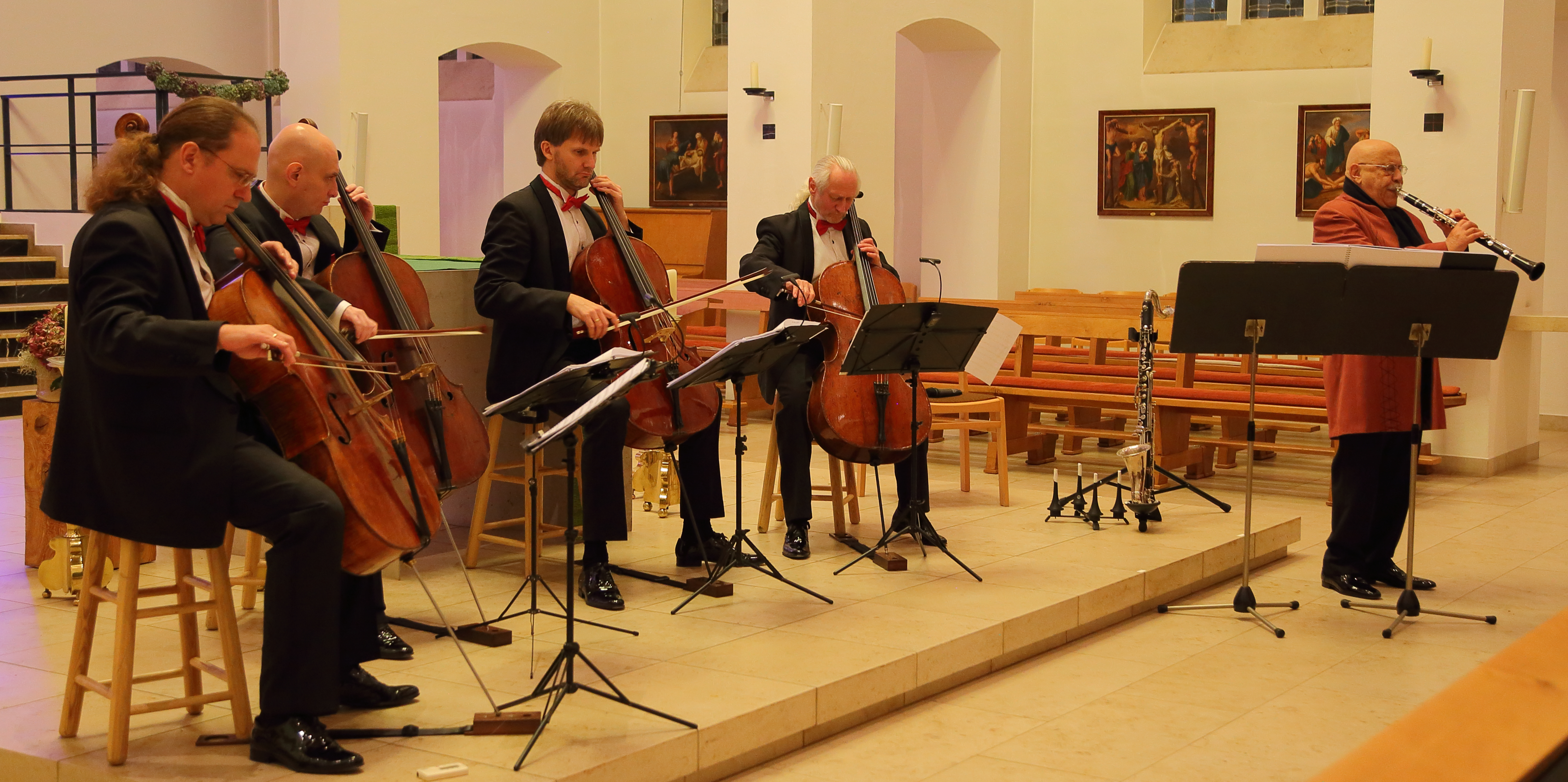
Das Rastrelli Cello Quartett 2016 bei einem Konzert mit Giora Feidman (rechts) in der Recker Pfarrkirche St. Dionysius.

Das Rastrelli Cello Quartett ist ein Streicherquartett, das 2002 von vier klassisch ausgebildeten russischen und belarussischen Cellisten in Deutschland gegründet wurde.

## Geschichte
Der Name des Rastrelli Cello Quartetts ist eine Hommage an den Architekten und Baumeister Bartolomeo Francesco Rastrelli, der zahlreiche Barock-Bauwerke in St. Petersburg errichtet hatte. Drei der vier Musiker wurden in St. Petersburg geboren und wuchsen dort auf.
Da es kaum Originalkompositionen für Cello-Quartette gibt, werden – vor allem von Sergio Drabkin – eigene Arrangements sowohl für klassische als auch für moderne Stücke geschrieben. Hierbei adaptiert das Rastrelli-Quartett auch Stücke aus Jazz, Klezmer, Blues und Pop. Zum Repertoire gehören Kompositionen von Johann Sebastian Bach und Peter Tschaikowsky ebenso wie von Dave Brubeck, Astor Piazzolla, Paul McCartney und den Propellerheads.
Neben zahlreichen Auftritten in ganz Deutschland unternahm das Quartett bisher Tourneen durch mehrere europäische Länder, Russland und die USA. Regelmäßig tritt es gemeinsam mit dem Klezmer-Klarinettisten Giora Feidman auf.

## Mitglieder
- Kira Kraftzoff (* 1971 in St. Petersburg) ist künstlerischer Leiter des Ensembles. Sein Konzertdebüt hatte er 1985 und war von 1991 bis 1994 Solocellist der St. Petersburger Solisten und von 1998 bis 2005 Solocellist des Württembergischen Kammerorchesters Heilbronn.
- Kirill Timofeev (* 1978 in St. Petersburg) studierte am Sankt Petersburger Konservatorium (1996–2001) und an der Musikhochschule Stuttgart (2003–2005), 1997 erreichte er den 3. Platz bei einem russlandweiten Cellowettbewerb und 1999 den 1. Preis beim Caltanissetta Chamber Music Contest in Italien.
- Sergio Drabkin, (* 1953 in Polozk/Belarus) absolvierte bis 1977 seine Ausbildung an der Musikfachschule Polozk und der Staatlichen Musikhochschule Minsk. Anschließend spielte er in der Staatlichen Philharmonie Belarus und war Solist des Barockensembles Minsk. Nach seiner Übersiedelung nach Deutschland im Jahr 1995 war er ab 2003 Mitglied des Württembergischen Kammerorchesters.
- Mischa Degtjareff (* 1978 in St. Petersburg) erhielt seinen ersten Cellounterricht im Alter von fünf Jahren und absolvierte sein Musikstudium am Sankt Petersburger Konservatorium und ab 2000 an der Musikhochschule Stuttgart bei Peter Buck. Er war Solocellist des Kammerorchesters Divertisment und errang den 3. Preis der Gartow-Stiftung für seine Interpretation der Cellosonate von Dmitri Schostakowitsch.

## Diskografie
- Rastrelli Cello Quartett (Vol. 1). Amphion, 2003.
- Cello in Jazz (Vol. 2). Manchester Files, 2005.
- Cello in Classic (Vol. 3). Manchester Files, 2006.
- Cello in Buenos Aires (Vol. 4). Bomba-Piter, 2008.
- In a Sentimental Mood (Vol. 5). Bomba Music, 2011.
- Rastelli Cello Quartett (Vol. 5 1/2). 2011
- Cello Effect. Genuin, 2015.
- Klezmer Bridges. Giora Feidman & Rastelli Cello Quartett. Pianissimo Music, 2015.
- Feidman plays Beatles. Giora Feidman & Rastelli Cello Quartett. Pianissimo, 2017.
- Cello & Beatles. Bomba-Piter, 2018.
- A Tribute To Piazzolla Giora Feidman & Rastelli Cello Quartett. Macc Records, 2021.
- Rastrelli Effect Solo Musica, 2022.